# Joe Masseria

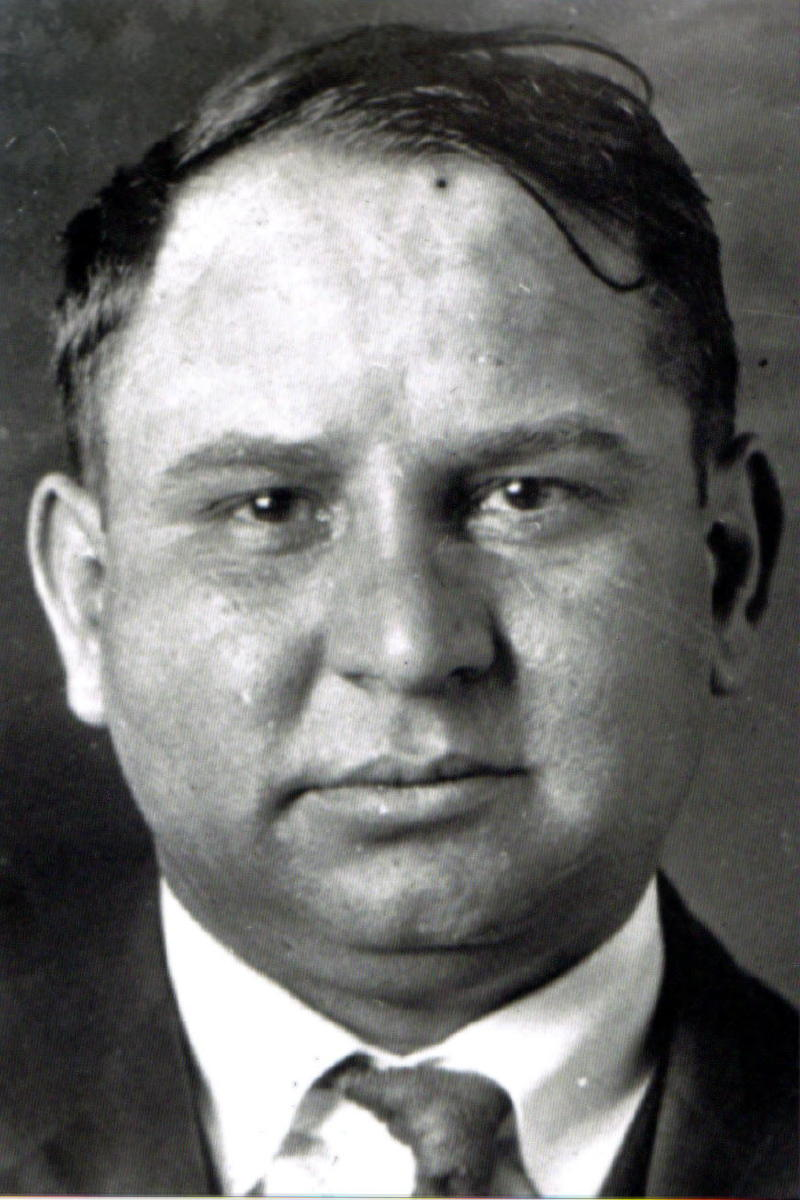
Giuseppe „Joe“ Masseria, 11 sierpnia 1922

Giuseppe „Joe Boss” Masseria (ur. 1887, zm. 15 kwietnia 1931) – amerykański gangster sycylijskiego pochodzenia, jeden z najpotężniejszych przywódców mafii nowojorskiej w połowie lat dwudziestych XX wieku.

## Początki kariery
Masseria urodził się w Marsali na Sycylii; mierzył zaledwie 155 cm wzrostu, był pyzatym mężczyzną o krępej budowie ciała.
By uniknąć oskarżeń o zabójstwo na Sycylii, wyemigrował do Stanów Zjednoczonych w 1903 roku.
Po kilku latach pobytu w Nowym Jorku został aresztowany za wymuszenia i kradzież z włamaniem. Odsiedziawszy wyrok, dołączył do działającego na wschodniej stronie Manhattanu w Nowym Jorku gangu braci Morellich. W 1913 roku Joe Morello i Lupo Wolf zostali skazani na kilka lat pozbawienia wolności; Masseria wykorzystał to i przystąpił do przejęcia kontroli nad organizacją. Szefem został wprawdzie Nick Morello, ale w 1916 roku zginął w trakcie walki z brooklyńskimi kamorystami.
Masseria stał się wówczas przywódcą organizacji, jednej z wielu starających się przejąć kontrolę nad światem przestępczym w Nowym Jorku. W tej walce Masseria był prawdopodobnie popierany przez Salvatore’a D’Aquilę, przywódcę brooklyńskiego gangu mającego powiązania z włoską camorrą. W tym okresie Masseria zaczął być postrzegany, jako capo consigliere, czyli starszy doradca wśród rodzin mafijnych w Nowym Jorku. Ośrodki mafijne traktowały go, jako „równego wśród równych”, a inni przywódcy często konsultowali z nim swoje posunięcia. Nie kierował wszakże działaniami innych gangów i nie pobierał haraczy od bossów. W późniejszych pracach historycznych na temat mafii pojawiły się mylnie informacje, jakoby Masseria pełnił funkcję „szefa wszystkich szefów” – capo di tutti capi; w rzeczywistości w późniejszym okresie pretendował do tego stanowiska.

## „Człowiek, który unikał kul”
Na początku lat dwudziestych z więzienia wyszli Lupo Wolf i Joe Morello, lecz nie mieli już na tyle sił i odwagi, aby rzucić wyzwanie Masserii; obaj uchodzili za krwiożerczych bandytów, a nie mafiosów. Jednakże Masseria nie czuł się jeszcze pewnie – 9 sierpnia 1922 roku wychodził ze swego mieszkania przy 80 i 2 ulicy na Manhattanie, kiedy dwóch osobników zaczęło strzelać do niego – jednym z nich był Rocco Valenti, który uważał Masserię za zagrożenie dla swoich interesów. Ostrzelany Masseria schronił się w pobliskim sklepie przy 82 ulicy. Bandyci podążyli za nim, strzelając w stronę przybytku przez okno wystawowe, a wpadłszy do środka, oddali jeszcze kilka strzałów, co wyczerpało zasób ich amunicji. W czasie ucieczki postrzelili 6 osób i zabili dwie. Masseria przeżył zamach nietknięty. Policja znalazła go w mieszkaniu, ogłuszonego strzelaniną, z dwoma dziurami po pociskach w słomkowym kapeluszu, który miał ciągle na głowie.

## Przejęcie władzy nad rodziną Morello
W miesiąc po zamachu Masseria umówił się na spotkanie pokojowe z Rokiem Valentim i Peterem „Ściskającą Dłonią” Morello, głównymi przywódcami gangu Morello. Masseria uczynił sugestię, że zaniecha starań przejęcia kontroli nad gangiem. Rocco Valenti wraz z trzema wspólnikami spotkał się w restauracji z trzema wysłannikami Masserii – Masseria nie przybył na rozmowy. Rocco Valenti, zorientowawszy się, że spotkanie jest zasadzką, uciekł z restauracji. Jednak podczas gonitwy po ulicach Nowego Jorku doszło do strzelaniny, w której zginął, zastrzelony przez „Szczęściarza” Lucianę, a wraz z nim przypadkowy zamiatacz ulicy i dziewięcioletnia dziewczynka. Masseria został szefem rodziny Morello, a Peter Morello, uznawszy zwierzchnictwo, jego zastępcą.

## Opanowanie Brooklynu
Śmierć gangstera Frankiego Yale’a w lipcu 1928 roku, współpracownika Ala Capone'a, wydała się podsycić ambicje stania się przywódcą całej mafii Nowego Jorku Masserii.
10 października 1928 r. Peter Morello ze wspólnikami zamordował przywódcę mafii brooklyńskiej Salvatore’a D’Aquillę. Było wiadomo, że istnieje konflikt pomiędzy D’Aquillą i Morellą. Ten ostatni czuł się urażony faktem podniesienia rywala na stanowisko capo consigliere w strukturach mafii nowojorskiej. Członkowie gangu Morello uważali, że nominacja ta spowodowała zubożenie rodziny. Kierownictwo nad organizacją D’Aquilli przejął sprzymierzony z Masserią gangster Alfred Mineo i jego „straszak” Steve Ferrigno.
W czerwcu 1929 roku Ciro Terranova był przesłuchiwany w związku z zabójstwem Franka Marlowa.
Marlow był ostatni raz widziany żywy na obiedzie w restauracji z Cirem Terranową w wieczór tuż przed zastrzeleniem. Terranova, najprawdopodobniej na życzenie Masserii, starał się podporządkować Marlowa, i jako Sycylijczyka zmusić do dołączenia do nowo powstałej organizacji o nazwie „Związku Sycylijskiego”. Marlow był prominentnym przedstawicielem środowiska przestępczego w Nowym Jorku i najpewniej byłby niechętny tej propozycji. Nie docenił jednakże siły jaką dysponował Masseria.
Policyjne świadectwo balistyczne wykazało, że pocisk, który zabił Marlowa, został wystrzelony z pistoletu maszynowego należącego do grupy przestępczej Ala Capone’a z Chicago jak również, iż ta sama broń była użyta w morderstwach na „rodzinie Yale’ów” oraz podczas masakry w dniu świętego Walentego. Broń wpadła w ręce policji po aresztowaniu Freda „Zabójcy” Burke’a z Saint Louis, bandyty, który brał udział w nadmienionej masakrze.

## Podporządkowanie Bronxu
Kolejnym posunięciem Masserii było podporządkowanie gang Yale Anthony’ego Carfany. Jej szefem został sprzymierzony z Masserią „Mały Augie Rodak” (ang. Little Augie Paisano).
Gang Anthony’ego Carfany zachował kontrolę nad nielegalnym hazardem i przemytem alkoholu, jednak w tym czasie całość szmuglu była kontrolowana przez gang D’Aquilli, którym zarządzał Alfred Mineo. Masseria stał się „szefem”, przywódcą jednej z największych rodzin mafijnych w Nowym Jorku. Inni sycylijscy gangsterzy, którzy nie należeli do jego organizacji, jak gangster Gaetano „Tom” Reina o pseudonimie „Lód”, czy przywódcy mafii z Bronxu, wiedzieli oczywiście, co stało się z D’Aquillą i Marlowem i wkrótce sami zaczęli płacić haracze. Jednak, to nie oznaczało, jakoby Masseria kontrolował cały zorganizowany świat przestępczy w Nowym Jorku; nie był nawet najpotężniejszym gangsterem w mieście.

## Niepokorni gangsterzy
Gangsterzy tacy jak kontrolujący związki zawodowe Louis „Lepke” Buchalter i Jacob „Gurrah” Shapiro, czy Waxey Gordon i Owney Madden, przemytnicy alkoholu, dysponowali większymi pieniędzmi, przez co mogli kontrolować organizacje pokrewne gangowi Masserii; posiadali także szeroko zakrojone wpływy wśród polityków. Byli również gangsterzy, którzy rośli w siłę i nie uznawali zwierzchnictwa innych, jak choćby Dutch Schultz i mafia z Broadwayu. W tym czasie gangsterzy pochodzenia włoskiego w znacznym stopniu ciągle skupiali się na eksploatacji swoich krajanów.

## Opanowanie Broadwayu
Masseria postanowił opanować mafię z Broadwayu, której przywództwo utożsamiał z osobą Charlesa „Szczęściarza” Luciany; on też stał się logicznym celem szantażu. Luciano był jedynym Sycylijczykiem w grupie, do której należeli Neapolitańczycy Frank Costello, Joe Adonis i Vito Genovese oraz Żydzi Meyer Lansky i Bugsy Siegel. Luciano nie przejawiał zainteresowania obrządkami i rytuałami mafii sycylijskiej i początkowo był poirytowany zainteresowaniem tradycyjnej organizacji mafijnej. Później jednak, ze względu na zagrożenie, dołączył do organizacji Masserii.

## Wojna castellammaryjska
Masseria zaczął wywierać nacisk na rodzinę mafijną powiązaną z Castellammare del Golfo na Sycylii pod przywództwem Nicola „Cola” Schiry. Przywódca grupy okazał się jednak słabym człowiekiem, zapłacił Masserii 10 tys. dolarów i zniknął; nigdy więcej nikt o nim nie słyszał. Po zniknięciu Schiry, Masseria próbował zainstalować własnego kandydata i nowego lidera grupy – Joego Parrinę, jednak ten został niebawem zastrzelony w restauracji.
W miejsce Parriny wyznaczony był Salvatore’a Maranzanę. W 1927 roku Maranzano przybył wraz z kilkoma innymi mafiosami z Sycylii, by objąć przywództwo nad mafią amerykańską z ramienia dona Vita Cascio-Ferry. Masseria wydał wyrok śmierci na Salvatore’a Maranzanę, co formalnie dało początek wojnie castellammaryjskiej.

## Śmierć
15 kwietnia 1931 roku Joe Masseria został zastrzelony w swej ulubionej restauracji „Nuova Villa Tamaro” na Coney Island. Gangsterska legenda Nowego Jorku przedstawiała to wydarzenie w następujący sposób. Masseria jadł obiad z Lucianem, a po obiedzie rozpoczęli grę w karty. Luciano wyszedł do ustępu, w tym czasie Benjamin „Bugsy” Siegel, Vito Genovese, Albert Anastasia i Joe Adonis szybko podeszli do stołu i dokonali egzekucji. Czterech ochroniarzy Masserii zniknęło wcześniej w niewyjaśnionych okolicznościach. Gazeta New York Daily News podała, że „Szef” zginął, „trzymając w upierścienionej dłoni asa pikowego, kartę śmierci”.
Jednak gazety New York Times i New York Herald Tribune przedstawiły to wydarzenie w inny sposób. Żadna z nich nie wspomniała o Lucianie, i jego obecności w restauracji podczas zamachu; donosiły jednak, że był przesłuchiwany przez policję w tej sprawie. Herald Tribune pisała, że Masseria przyjechał do restauracji swym opancerzonym samochodem w towarzystwie trzech osób przed godziną 15. Teściowa właściciela, Gerarda Scarpaty, Anna Tammaro czekała, podczas kiedy przybyli grali w karty. Świadkowie zeznali, że dwaj dobrze ubrani młodzi mężczyźni zaparkowali samochód przed restauracją. Spacerem powoli weszli do środka i od razu zaczęli strzelać, oddając około 20 strzałów, po czym bez pośpiechu opuścili lokal, wsiedli do samochodu i odjechali. Masseria został postrzelony czterema kulami, jeden pocisk trafił go w tył głowy. Kule zostały zidentyfikowane przez policję, jako kaliber 0.32 i 0.38. Na ulicy przed restauracją policja znalazła dwa pistolety odpowiadające kalibrem broni zamachowców.
Luciano objął kierownictwo nad rodziną Masserii, która później weszła w skład Pięciu Rodzin. Gerardo Scarpato, właściciel restauracji, w której zginął Masseria, został zamordowany we wrześniu 1931 r.
Salvatore Maranzano objął na krótko stanowisko „szefa szefów” – został zamordowany 10 września 1931 roku.